# Alan Rodgers
Alan Rodgers (n. 11 august 1959 – d. 8 martie 2014, Anaheim, California, SUA) este un scriitor american de literatură de groază și științifico-fantastică, editor și poet. La mijlocul anilor 1980 de el a fost redactor al revistei Night Cry. Nuvelele sale au fost publicate în diferite publicații, cum ar fi Povestiri ciudate, Zona crepusculară și în diferite antologii, cum ar fi Darker Masques, Prom Night sau Vengeance Fantastic. Nuveleta sa „The Boy Who Came Back From the Dead” a câștigat premiul Bram Stoker pentru cel mai bună ficțiune lungă în 1987 și a fost nominalizată pentru premiul World Fantasy.

## Biografie
Alan Rodgers s-a născut în 1959. Din vara 1985 până în toamna 1987, Rodgers a fost editor ar revistei horror Night Cry. În 1987, lucrarea sa "The Boy Who Came Back From the Dead" a câștigat premiul Bram Stoker pentru cea mai bună nuveletă. În 1990, scrierea sa "Blood of the Children" a fost nominalizată la premiul Bram Stoker pentru cel mai bun prim-roman al unui scriitor.  

### Romane
- Blood of the Children, Bantam Books, 1990 (ISBN 0-553-28335-9).
- Fire, Bantam Books, 1990 (ISBN 0-553-28777-X).
- Night, Bantam Books, 1991 (ISBN 0-553-28971-3).
- Pandora, Bantam Books, 1995 (ISBN 0-553-56305-X).
- Bone Music, Longmeadow Press, 1995 (ISBN 0-681-10086-9).
- The Bear Who Found Christmas, Wildside Press, 2000 (ISBN 1-58715-107-3).
- Her Misbegotten Son, Wildside Press, 2000 (ISBN 1-58715-155-3).
- Atlanta Nights, (2005) roman în colaborare

### Colecții
- New Life for the Dead, Wildside Press, 1991.
- Ghosts Who Cannot Sleep, Wildside Press, 2000 (ISBN 1-58715-106-5).